# Casino (film)
Casino este un film dramă din 1995 regizat de Martin Scorsese. Este bazat pe cartea cu același nume a lui Nicholas Pileggi, care a scris și scenariul filmului împreună cu Scorsese. Robert De Niro joacă rolul lui Sam "Ace" Rothstein, un evreu Arhivat în 19 decembrie 2019, la Wayback Machine. împătimit al jocurilor de noroc, pelicula fiind inspirată din povestea lui Frank "Lefty" Rosenthal care a condus cazinourile Stardust, Fremont și Hacienda din Las Vegas după regulile Mafiei din Chicago din anii '70 și până la începutul anilor '80.
Joe Pesci interpretează rolul lui Nicky Santoro, bazat pe Anthony "Tony The Ant" Spilotro - un tip dur, psihopat și foarte intimidant. Nicky este trimis din Chicago la Vegas pentru a se asigura că toul decurge bine cu cazinoul lui Rothstein căruia îi devine protejat. Sharon Stone joacă rolul nevestei lui "Ace", Ginger - prestație care i-a adus aceteia Premiul Globul de Aur pentru Cea mai bună actriță și o nominalizare la Premiul Oscar pentru cea mai bună actriță.
La momentul lansării, Casino a stabilit un record ca fiind filmul în care se folosește de cele mai multe ori cuvântul "fuck".
În ansamblu, "Casino" este cronica a trei personaje: "Ace" Rothstein (Robert De Niro), un adevărat maestru al pariurilor, Nicky Santoro (Joe Pesci), om important al Mafiei și bun prieten cu Ace și Ginger McKenna (Sharon Stone), o fostă prostituată pasionată de bijuterii și dornică de bunăstare. Ace se încadrează în limitele legii din Las Vegas, în timp ce Nicky și Ginger mint, trișează, fură, într-un cuvânt ar face orice pentru a ajunge în vârf. Spre final, imperiul clădit este destrămat bucată cu bucată. Chiar dacă uneori filmul atinge clișee standard ale crimei și pedepsei, totuși personajele sunt atât de fascinante și atât bine construite încât rezultatul final este unul senzațional.

## Distribuție
- Robert De Niro . . . . . Sam "Ace" Rothstein - bazat pe Frank "Lefty" Rosenthal
- Joe Pesci . . . . . Nicholas "Nicky" Santoro - bazat pe Tony "The Ant" Spilotro
- Sharon Stone . . . . . Ginger McKenna Rothstein
- Frank Vincent . . . . . Frankie Marino
- Don Rickles . . . . . Billy Sherbert
- Pasquale Cajano . . . . . Remo Gaggi
- James Woods . . . . . Lester Diamond
- John Bloom . . . . . Donald "Don" Ward
- L. Q. Jones . . . . . Pat Webb
- Kevin Pollack . . . . . Philip Green
- Alan King . . . . . Andy Stone
- Bill Allison . . . . . John Nance
- Philip Suriano . . . . . Dominick Santoro
- Carl Ciarfalio . . . . . Tony Dogs
- Vinny Vella . . . . . Artie Piscano
- Nobu Matsuhisa . . . . . K. K. Ichikawa
- Ffiolliott Le Coque . . . . . Anna Scott
- Bret McCormick . . . . . Bernie Blue
- Richard Riehle . . . . . Charlie "Clean Face" Clark
- Dick Smothers . . . . . Senatorul Statului Nevada Harrison Roberts
- Oscar Goodman . . . . . el însuși
- Frank Twinkle Cullotta . . . . . Curly

## Premii și nominalizări

### Premiul Oscar
- Premiul Oscar pentru cea mai bună actriță - Sharon Stone (nominalizat)

### Premiul Globul de Aur
- Premiul Globul de Aur pentru cea mai bună actriță (dramă) - Sharon Stone (câștigat)
- Premiul Globul de Aur pentru cel mai bun regizor - Martin Scorsese (nominalizat)

## Legături externe
- Casino la Internet Movie Database
- Casino la TCM Movie Database
- Casino la AllRovi
- Casino la Box Office Mojo
- Casino la Rotten Tomatoes
- Casino la Metacritic